# Mirosław Utta
Mirosław Jerzy Utta (ur. 3 marca 1940) – polski lektor.
Pracę jako lektor rozpoczął w 1973 roku. Najczęściej czytał filmy francuskie. Nagrywa także książki mówione dla niewidomych i słabowidzących oraz audiobooki. Wśród jego nagrań znalazł się Stary Testament z Biblii Tysiąclecia. Jest narratorem polskiej wersji serialu Mysz aniołek.
Znany jest też z czytania wersji polskiej (głównie dla telewizji TVN) meksykańskich i kolumbijskich telenowel takich jak: Esmeralda (1997–1998), Camila (1998), Nigdy cię nie zapomnę (1999) i Gorzka zemsta (2003).
W latach 2007–2009 był narratorem trzech części gry S.T.A.L.K.E.R. i został  pozytywnie przyjęty przez graczy. Był też narratorem polskiej wersji językowej gry Stranglehold. Prowadził Koncerty Chopinowskie w Łazienkach.
Jest członkiem i skarbnikiem Stowarzyszenia Lektorów Rzeczypospolitej Polskiej.

## Lektor

### Anime
- Mały Książę
- Yu-Gi-Oh! Ostateczne starcie

### Filmy animowane
- Podróże Guliwera (VHS)[5]

### Gry komputerowe
- S.T.A.L.K.E.R.
- S.T.A.L.K.E.R.: Cień Czarnobyla
- S.T.A.L.K.E.R.: Zew Prypeci
- Stranglehold

### Seriale animowane
- Batman (Polsat)
- Batman – 20 lat później (Polsat)
- Gdzie jest Wally? (VHS)
- Hammerman (VHS)
- Książę Argai (Tele 5)
- Mysz aniołek (narrator)
- Super Mario World (VHS)

### Programy
- Przywrócić piękno (TLC Polska)
- Historie wielkiej wagi

### Seriale telewizyjne
- MacGyver (Polsat, Polonia 1)
- Nieustraszony (Polsat)
- Tajemnice Smallville (TVN)

### Telenowele
- Camila (TVN)
- Cena miłości (TVN)
- Droga do miłości (iTVN/Player.pl)
- Esmeralda (TVN)
- Gorzka zemsta (TVN)
- Kiedy będziesz moja (TVN)
- Nigdy cię nie zapomnę (TVN)
- Otchłań namiętności (TV4)
- Prawdziwa miłość (TVN)
- Przeznaczenie Evy (iTVN)
- Przyjaciółki i rywalki (TVN)
- Twarz Analiji (TV Puls)
- W niewoli uczuć (TVN)
- Zdradzona miłość (TVN7)

### Filmy
- Wybraniec śmierci[6]
- Egzekutor
- Stan zagrożenia
- Wstrząsy 2: Wielkie larwy wróciły